# 辻やすこ
辻 やすこ（つじ やすこ、1986年12月1日 - ）は、日本の女優である。
関西で、モデルとして活動すると同時に、ダンスインストラクターとしてDancing DJ'sでジャズダンスを教える。その後、中学校の英語講師として2年間勤務。教職を離れると同時にミス・ユニバース・ジャパンのステージがきっかけで上京する。上京後、モデルから女優に転身し、東映アカデミーで芝居を学び現在、映画女優として活動中である。また、JACのメンバーでもある。

## 人物
兵庫県生まれ。身長165cm、体重49kg、血液型B型。愛称は、やすぴ・やっちゃん・やす。
- 趣味は 乗馬・着付け・温泉
- 特技は、アクション・殺陣・薙刀・クラシックバレエ・ジャズダンス・ヒップホップダンス。

## 出演

### 映画
- 刹那（2011年、笠原正夫監督） - 吉田 役
- 黄金を抱いて翔べ（2012年）
- スープ〜生まれ変わりの物語〜（2012年） - 村上恵 役
- 赦免花(2013年、軽部進一監督） - 土豪の姫・お染 役
- 歌舞伎町はいすくーる(2014年、軽部進一監督） - 丸賀りた 役
- THE LIFT(2014年、四竃丈夫監督） - 主演・上条亜希 役
- ラブ&ピース（2015年、園子温監督） - ワイルド・リョウの彼女 役
- さようなら(2015年、深田晃司監督）
- ダブルパーソナリティ(2015年、田林憲治監督） - 立花美穂子 役
- AKECHI くノ一忍法外伝(2016年、かわさきひろゆき監督）
- 淵に立つ(2016年、深田晃司監督） ※カンヌ国際映画祭審査員特別賞受賞
- 清河八郎 早すぎた天才(2019年1月)  -  おれん役
- 生と死のはざまで1945 ずいせん学徒の沖縄戦(2020年、田林憲治監督)-石川先生役

### TV
- キイナ〜不可能犯罪捜査官〜（2009年、日本テレビ） - 丑の刻参りの女 役
- 仮面ライダーW 33話・34話（2010年、テレビ朝日）
- ラッキーセブン 第6話（2012年、フジテレビ） - めぐみ 役
- 結婚しない 最終話（2012年、フジテレビ） - 大場文菜（看護師） 役
- 発掘!歴史に秘めた恋物語 第3回「恋に生き、歌に生き… 平安歌人・和泉式部」（2014年、BSフジ） - 和泉式部 役
- LIFE!〜人生に捧げるコント〜（2015年、NHK総合）
  - 「カッツ・アイ」アクションコーディネート
  - 臼田あさ美のアクションがんばるぞ「無敵の女」
  - 臼田あさ美のもっとアクションがんばるぞ「無敵の女リターンズ」
- えにしの記憶 〜江戸→東京どらま〜 シーズン2 第17 - 20回「新撰組前夜」（2016年、TOKYO MX2） - 近藤吹雪 役
- 定年女子 第4話 （2017年、BS NHKプレミアム）亮子役

### CM
- 大正製薬 爽和(サワワ)
- 森永乳業 パルテノ
- 仙台銀行
- 明治 SAVAS(ザバス) （web CM）

### PV
- 河村隆一「HANA」(2011年)

### モデル
- ニッセンモデル
- 桂由美・假屋崎省吾ブライダルモデル

## 受賞
- 第1回新人監督映画祭 新人女優賞[1]
- ミス・インターナショナル2005 ファイナリスト
- ミス・ユニバース2008 セミ・ファイナリスト
- ミス・ユニバース2009 セミファイナリスト